# Spahl
Spahl is een dorp in de Duitse gemeente Geisa in het Wartburgkreis in Thüringen. In  1981 fuseerde het dorp met het naastgelegen Reinhards. Deze fusiegemeente ging in 1994 op in de gemeente Rockenstuhl. In 2008 werd Rockenstuhl opgeheven en werden de dorpen van die gemeente toegevoegd aan Geisa.  